# والابی صخره کوتوله
والابی صخره کوتوله (نام علمی: Petrogale concinna) گونه‌ای کیسه‌دار عضو سرده صخره‌راسوها از تیره درازپایان است که در شمالی‌ترین مناطق کیمبرلی در استرالیا زندگی می‌کند. این والابی صخره دارای جثه کوچکتری به نسبت دیگر والابی‌های صخره است و نام معمولش نیز از آن گرفته شده. والابی صخره کوتوله همچون دیگر والابی‌ها شب‌زی و گیاه‌خوار است. والابی صخره کوتوله خویشاوندی نزدیکی با مونجون و والابی صخره کوتاه‌گوش دارد.